# Veľká Čierna
Veľká Čierna es un municipio del distrito de Žilina en la región de Žilina, Eslovaquia, con una población estimada a final del año 2024 de 370 habitantes.
Se encuentra ubicado al oeste de la región, cerca del curso alto del río Váh (cuenca hidrográfica del Danubio) y de la frontera con la región de Trenčín.

## Demografía
| Año        | 1994 | 2004    | 2014    | 2024    |
| ---------- | ---- | ------- | ------- | ------- |
| Población  | 360  | 357     | 348     | 370     |
| Diferencia |      | −0,83 % | −2,52 % | +6,32 % |

| Año        | 2023 | 2024    |
| ---------- | ---- | ------- |
| Población  | 373  | 370     |
| Diferencia |      | −0,80 % |